# Южная Ци

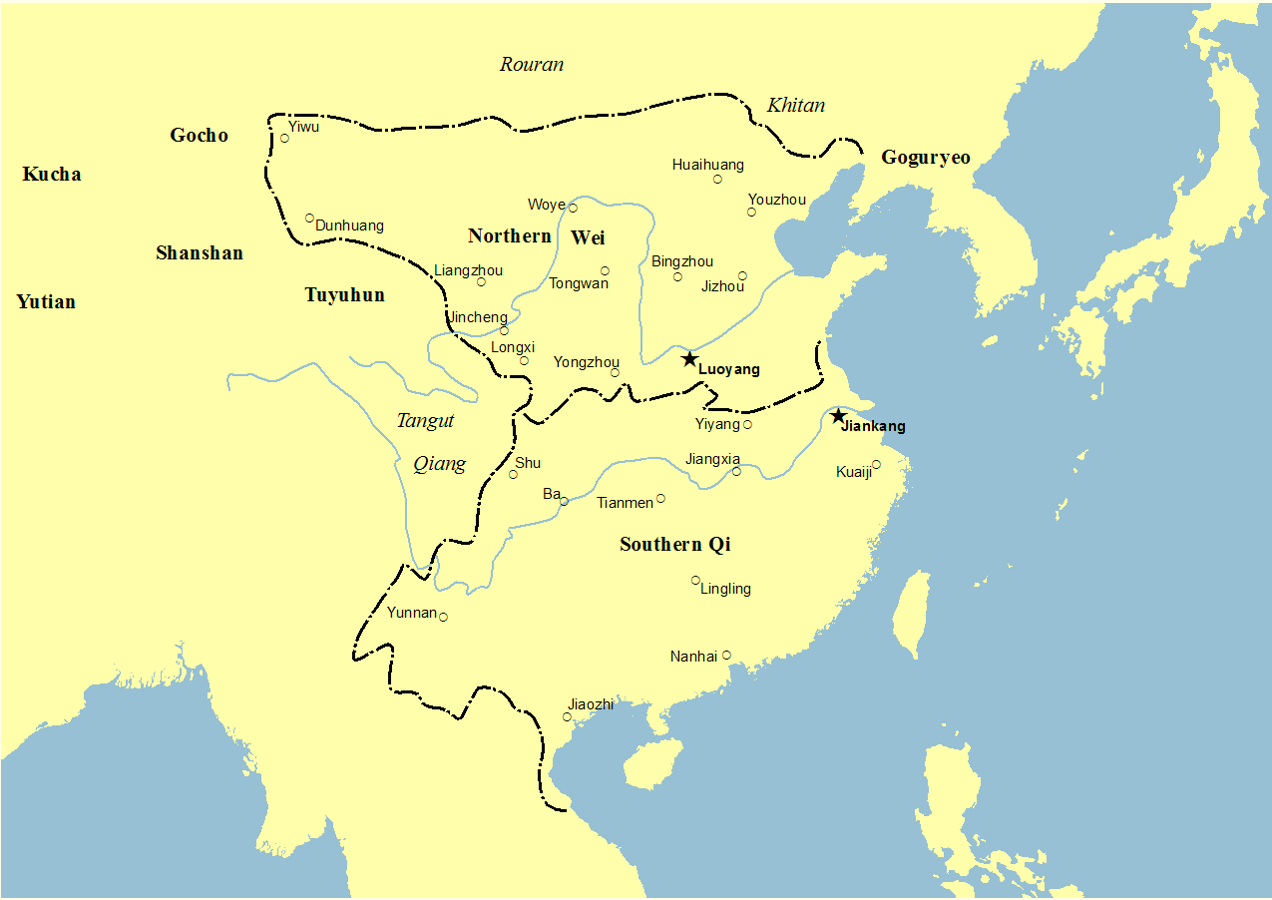
Северная Вэй и Южная Ци

Династия Южная Ци (кит. упр. 齊朝, пиньинь Qí cháo)) — вторая из числа Южных династий в Китае, которую сменила династия Лян. Существовала в 479—502 годах. В продолжение своей 23-летней истории династия постоянно сталкивалась с нестабильностью. Фактически страной правило четыре императора и три краткосрочных несовершеннолетних правителя, которые были быстро смещены и убиты их покровителями чтобы освободить трон.
Столицей был город Цзянькан, расположенный на территории современного Нанкина.
Как после смерти способного императора Гао-ди, а потом императора У-ди, когда внук императора У-ди Юйлинь-ван был убит умным, но жестоким и подозрительным родственником У-ди, Сяо Луанем, который принял титул императора Мин-ди и устроил массовые казни сыновей и внуков императоров Гао-ди и У-ди, а также многих чиновников, которых он подозревал в заговоре против него. Произвол, с которым осуществлялись эти казни, ещё усилился с приходом к власти сына Мин-ди, Дунхунь-хоу, действия которого спровоцировали многочисленные восстания. Последнее из них, под предводительством военачальника Сяо Яня, привело к падению Южной Ци и приходу к власти династии Лян. Сяо Янь занял трон, провозгласив себя императором У-ди новой династии.
Императоры династии Южная Ци вели частые войны с северным Китаем — династией Северная Вэй, которые шли с переменным успехом. Большую опасность представляли мятежи, которые особенно при последних императорах стали очень частыми. На закате династии мятежный генерал сдал северяном важную область Шоуян, которую позднее южная династия Лян много лет отвоёвывала назад.

## Императоры Южной Ци
| Посмертное имя                                                  | Личное имя                        | Годы правления | Девиз правления (年號 niánhào) и годы                     |
| --------------------------------------------------------------- | --------------------------------- | -------------- | --------------------------------------------------------- |
| Исторически наиболее употребительная форма: Ци + посмертное имя |                                   |                |                                                           |
| Гао-ди 高帝 Gāodì                                               | Сяо Даочэн 蕭道成 Xiāo Dàochéng   | 479—482        | - Цзяньюань (建元 Jiànyuán) 479—482                       |
| У-ди 武帝 Wǔdì                                                  | Сяо Цзэ 蕭賾 Xiāo Zé              | 483—493        | - Юнмин (永明 Yǒngmíng) 483—493                           |
| Юйлинь-ван 鬱林王 Yùlínwáng                                     | Сяо Чжаое 蕭昭業 Xiāo Zhāoyè      | 494            | - Лунчан (隆昌 Lóngchāng) 494                             |
| Хайлин-ван 海陵王 Hǎilíngwáng                                   | Сяо Чжаовэнь 蕭昭文 Xiāo Zhāowén  | 494            | - Яньсин (延興 Yánxīng) 494                               |
| Мин-ди 明帝 Míngdì                                              | Сяо Луань 蕭鸞 Xiāo Luán          | 494—498        | - Цзяньу (建武 Jiànwǔ) 494—498 - Юнтай (永泰 Yǒngtài) 498 |
| Дунхунь-хоу 東昏侯 Dōnghūnhóu                                   | Сяо Баоцзюань 蕭寶卷 Xiāo Bǎojuǎn | 499—501        | - Юнъюань (永元 Yǒngyuán) 499—501                         |
| Хэ-ди 和帝 Hédì                                                 | Сяо Баожун 蕭寶融 Xiāo Bǎoróng    | 501—502        | - Чжунсин (中興 Zhōngxīng) 501—502                        |